# Syndicat National de l'Édition Phonographique
Syndicat national de l'édition phonographique (SNEP) är en mellanprofessionell organisation som skyddar den franska skivindustrins intressen. SNEP bildades 1922, och har 48 medlemsföretag.
SNEP ansvarar för att samla och fördela avgifter utbetalade för sändningar och framföranden, samt förhindra piratkopiering av medlemmarnas verk (inklusive piratkopierat musik), och för försäljningscertifikat som silver, guld, platina och diamant-skivor och videor.
SNEP framställer även listor för Frankrikes bästsäljande musik.

## Viktiga milstenar och framförande på de fysiska singellistorna från 1984 till 2010

### Artister

#### Flest listettor
| Nummer | Artist           | Låtar |
| ------ | ---------------- | --- |
| 9      | Mylène Farmer    | "Pourvu qu'elles soient douces", "Désenchantée", "XXL", "Slipping Away (Crier la vie)", "Dégénération", "Appelle mon numéro", "Si j'avais au moins...", "C'est dans l'air", "Sextonik" |
| 5      | Céline Dion      | "Pour que tu m'aimes encore", "Je sais pas", "The Reason" / My Heart Will Go on", "Sous le vent", "Et s'il n'en restait qu'une (je serais celle-là)"                                   |
| 5      | Johnny Hallyday  | "Tous ensemble", "Marie", "Mon Plus Beau Noël", "La Loi du silence", "Ça n'finira jamais"                                                                                              |
| 5      | Michael Youn 1   | "Stach Stach", "Le Frunkp", "Fous ta cagoule", "Mauvaise foi nocturne", "Parle à ma main"                                                                                              |
| 4      | Elton John       | "Sacrifice", "Don't Let the Sun Go Down on Me", "Can You Feel the Love Tonight", "Something about the Way You Look Tonight" / "Candle in the Wind 1997"                                |
| 4      | Garou            | "Belle", "Seul", "Sous le vent", "La Rivière de notre enfance" |
| 4      | Shakira          | "Whenever, Wherever", "Hips Don't Lie", "Beautiful Liar", "Waka Waka (This Time for Africa)"                                                                                           |
| 3      | Crazy Frog       | "Axel F", "Popcorn", "We Are the Champions (Ding a Dang Dong)" |
| 3      | François Feldman | "Les Valses de Vienne", "Petit Frank", "Joy" |
| 3      | Florent Pagny    | "N'importe quoi", "Savoir aimer", "Ma Liberté de penser" |
| 3      | Madonna          | "La Isla Bonita", "Don't Cry for Me Argentina", "Hung Up" |
| 3      | Michael Jackson  | "Black or White", "You Are Not Alone", "You Rock My World" |

1 Alla singular inspelade under en av hans pseudonymer eller som medlem av olika rupper inkluderade included

#### Flest veckor på förstaplatsen
| Antal veckor | Artist        | Detaljer efter låt 1 |
| ------------ | ------------- | --- |
| 37           | Garou         | 18 ("Belle") + 3 ("Sous le vent") + 11 ("Seul") + 5 ("La Rivière de notre enfance") |
| 37           | Michael Youn2 | 10 ("Stach Stach") + 7 ("Le Frunkp") + 8 ("Fous ta cagoule") + 5 ("Mauvaise foi nocturne") + 7 ("Parle à ma main") |
| 36           | Céline Dion   | 12 ("Pour que tu m'aimes encore") + 7 ("Je sais pas") + 13 ("The Reason" / "My Heart Will Go on") + 3 ("Sous le vent") + 1 ("Et s'il n'en restait qu'une (je serai celle-là)")                                                     |
| 26           | Elton John    | 3 ("Sacrifice") + 7 ("Don't Let the Sun Go down on Me") + 10 ("Can You Feel the Love Tonight") + 6 ("Something About the Way You Look Tonight" / "Candle in the Wind 1997")                                                        |
| 25           | Crazy Frog    | 13 ("Axel F") + 7 ("Popcorn") + 5 ("We Are the Champions (Ding a Dang Dong)") |
| 23           | Florent Pagny | 8 ("N'importe quoi") + 9 ("Savoir aimer") + 6 ("Ma Liberté de penser") |
| 21           | Mylène Farmer | 9 ("Désenchantée") + 5 ("Pourvu qu'elles soient douces") + 1 ("XXL") + 1 ("Slipping Away (Crier la vie)") + 1 ("Dégénération") + 1 ("Appelle mon numéro") + 1 ("Si j'avais au moins...") + 1 ("C'est dans l'air") + 1 ("Sextonik") |
| 20           | Jordy         | 15 ("Dur dur d'être bébé") + 5 ("Alison") |
| 20           | Lou Bega      | 20 ("Mambo n°5 (a Little Bit of...)") |
| 20           | Patrick Fiori | 18 ("Belle") + 2 ("4 Mots sur un piano") |

1 Låtar framförde som duetter och terzetter ingår

2 Låtar framförde inom Brastisla Boys och Fatal Bazooka och som Alphonse Brown ingår

#### Flst Top 10-hitlåtar
| Artist          | Nummer |
| --------------- | ------ |
| Mylène Farmer   | 38     |
| Johnny Hallyday | 31     |
| Madonna         | 21     |
| Michael Jackson | 18     |

#### Flest inträdanden på Top 100
| Artist          | Nummer |
| --------------- | ------ |
| Johnny Hallyday | 74     |
| Madonna         | 53     |
| Mylène Farmer   | 44     |
| Michael Jackson | 36     |

#### Artister som ersatt sig själva som listetta
| Artist         | Låt 1                   | Låt 2                                         | Datum            |
| -------------- | ----------------------- | --------------------------------------------- | ---------------- |
| Star Academy 1 | "La Musique (Angelica)" | "Gimme! Gimme! Gimme! (A Man After Midnight)" | 9 februari 2002  |
| Crazy Frog     | "Axel F"                | "Popcorn"                                     | 24 november 2005 |

### Låtar

#### Flest veckor på förstaplatsen
| Veckor | Låt                                                  | Artist                                              | Årtal |
| ------ | ---------------------------------------------------- | --------------------------------------------------- | ----- |
| 20     | "Mambo nº 5 (A Little Bit of...)"                    | Lou Bega                                            | 1999  |
| 18     | "Belle"                                              | Daniel Lavoie, Patrick Fiori och Garou              | 1998  |
| 17     | "Les Rois du monde (Roméo et Juliette)"              | Grégori Baquet, Damien Sargue och Philippe D'Avilla | 2000  |
| 16     | "7 Seconds"                                          | Youssou N'Dour och Neneh Cherry                     | 1994  |
| 15     | "Dur dur d'être bébé!"                               | Jordy                                               | 1992  |
| 15     | "Living on My Own"                                   | Freddie Mercury                                     | 1993  |
| 15     | "Ces Soirées-là"                                     | Yannick                                             | 2000  |
| 15     | "Dragostea Din Tei"                                  | O-Zone                                              | 2004  |
| 15     | "Un Monde Parfait"                                   | Ilona Mitrecey                                      | 2005  |
| 13     | "Les Démons de minuit"                               | Images                                              | 1986  |
| 13     | "Viens boire un p'tit coup à la maison"              | Licence IV                                          | 1987  |
| 13     | "Gangsta's Paradise"                                 | Coolio featuring L.V.                               | 1995  |
| 13     | "Freed from Desire"                                  | Gala                                                | 1997  |
| 13     | "My Heart Will Go on"                                | Céline Dion                                         | 1998  |
| 13     | "Axel F"                                             | Crazy Frog                                          | 2005  |
| 12     | "Lambada"                                            | Kaoma                                               | 1989  |
| 12     | "Pour que tu m'aimes encore"                         | Céline Dion                                         | 1995  |
| 12     | "La Tribu de Dana"                                   | Manau                                               | 1998  |
| 12     | "Tu m'oublieras"                                     | Larusso                                             | 1999  |
| 11     | "Joe le taxi"                                        | Vanessa Paradis                                     | 1987  |
| 11     | "La Bamba"                                           | Los Lobos                                           | 1987  |
| 11     | "La Zoubida"                                         | Lagaf'                                              | 1991  |
| 11     | "Children"                                           | Robert Miles                                        | 1996  |
| 11     | "Seul"                                               | Garou                                               | 2001  |
| 11     | "The Ketchup Song (Aserejé)"                         | Las Ketchup                                         | 2002  |
| 11     | "Tired of Being Sorry (Laisse le destin l'emporter)" | Enrique Iglesias och Nâdiya                         | 2008  |
| 11     | "J'aimerais tellement"                               | Jena Lee                                            | 2009  |
| 10     | "Ouragan"                                            | Stéphanie av Monaco                                 | 1986  |
| 10     | "Pour toi Arménie"                                   | Charles Aznavour och övriga artister                | 1989  |
| 10     | "Can You Feel the Love Tonight?"                     | Elton John                                          | 1994  |
| 10     | "Alane"                                              | Wes                                                 | 1997  |
| 10     | "It Wasn't Me"                                       | Shaggy featuring Rikrok                             | 2001  |
| 10     | "Stach Stach"                                        | Bratisla Boys                                       | 2002  |
| 10     | "Chihuahua"                                          | DJ BoBo                                             | 2003  |
| 10     | "Si demain... (Turn Around)"                         | Bonnie Tyler och Kareen Antonn                      | 2004  |

#### Flest veckor på andraplatsen
- 13 veckor : "Moi... Lolita" — Alizée (2000)
- 11 veckor : "Ça m'énerve" — Helmut Fritz (2009, men med 4 veckor på placeringen #1 som bäst)
- 10 veckor : "Chanter pour ceux qui sont loin de chez eux" — Lââm (1998), "Daddy DJ" — Daddy DJ (2000)

#### Största kliv mot förstaplatsen
| Position | Låt                           | Artist                                           | Datum             |
| -------- | ----------------------------- | ------------------------------------------------ | ----------------- |
| 70       | "Relax, Take It Easy"         | Mika                                             | 7 juli 2007       |
| 67       | "Hung Up"                     | Madonna                                          | 12 november 2005  |
| 64       | "Baila morena"                | Zucchero                                         | 25 februari 2006  |
| 64       | "Gettin' Over You"            | David Guetta & Chris Willis feat. Fergie & LMFAO | 19 juni 2010      |
| 60       | "Zidane y va marquer"         | Cauet                                            | 15 juli 2006      |
| 49       | "The Ketchup Song (Aserejé)"  | Las Ketchup                                      | 14 september 2002 |
| 47       | "Nolwenn Ohwo!"               | Nolwenn Leroy                                    | 28 januari 2006   |
| 26       | "Spaceman"                    | Babylon Zoo                                      | 9 mars 1996       |
| 21       | "Don't Cry for Me, Argentina" | Madonna                                          | 25 januari 1997   |
| 16       | "Hung Up"                     | Madonna                                          | 31 december 2005  |
| 15       | "Je sais pas"                 | Céline Dion                                      | 14 oktober 1995   |
| 14       | "Foule sentimentale"          | Alain Souchon                                    | 12 februari 1994  |
| 11       | "Allez Ola Olé"               | Jessy Matador                                    | 6 juni 2010       |

#### Största fall från förstaplatsen
| Position | Låt                                       | Artist                         | Datum             |
| -------- | ----------------------------------------- | ------------------------------ | ----------------- |
| 10       | "Si demain... (Turn Around)"              | Bonnie Tyler och Kareen Antonn | 11 april 2004     |
| 7        | "Living on My Own"                        | Freddie Mercury                | 29 januari 1994   |
| 6        | "Johnny, Johnny"                          | Jeanne Mas                     | 4 maj 1985        |
| 5        | "L'Aziza"                                 | Daniel Balavoine               | 29 mars 1986      |
| 5        | "Maldòn (la musique dans la peau)"        | Zouk Machine                   | 6 oktober 1990    |
| 5        | "XXL"                                     | Mylène Farmer                  | 30 september 1995 |
| 5        | "One More Time"                           | Daft Punk                      | 25 november 2000  |
| 5        | "Hey Oh"                                  | Tragédie                       | 14 december 2003  |
| 5        | "We Are the Champions (Ding a Dang Dong)" | Crazy Frog                     | 15 juli 2006      |
| 5        | "Kamaté"                                  | Ora Maté                       | 20 oktober 2007   |
| 5        | "Si j'avais au moins..."                  | Mylène Farmer                  | 28 februari 2009  |
| 5        | "C'est dans l'air"                        | Mylène Farmer                  | 16 maj 2009       |

#### Flest antal veckor på Top 100
- 132 veckor : "Petit Papa Noël" — Tino Rossi (rankade varje år, på olika skivmärken)
- 99 veckor : "Who the Fuck Are Arctic Monkeys?" — Arctic Monkeys (2006)
- 72 veckor : "Hello world" — Grand Galop (2009)
- 61 veckor : "U-Turn (Lili)" — AaRON (2006)
- 60 veckor : "Belle" — Garou, Daniel Lavoie och Patrick Fiori (1998)
- 56 veckor : "I Will Survive" — Hermes House Band (1997)
- 55 veckor : "Aimer" — Damien Sargue och Cécilia Cara (2000)
- 54 veckor : "La Bomba" — King Africa (2000)
- 51 veckor : "L'Envie d'aimer" — Daniel Lévi (2000)
- 50 veckor : "Ça m'énerve" — Helmut Fritz (2009)
- 49 veckor : "Même pas fatigués." — Magic System och Khaled (2001)
- 48 veckor : "K.K.O.Q.Q." — Bébé Charli (2001)
- 46 veckor : "Put Your Hands Up" — The Black och White Brothers (1998), "Tired of Being Sorry (Laisse le destin l'emporter)" — Enrique Iglesias & Nâdiya (2008)

#### Flest antal veckor på Top 10
| Antal veckor | Låt                                                  | Artist                                 | Årtal |
| ------------ | ---------------------------------------------------- | -------------------------------------- | ----- |
| 31           | "Belle"                                              | Patrick Fiori, Garou och Daniel Lavoie | 1998  |
| 31           | "Moi... Lolita"                                      | Alizée                                 | 2000  |
| 30           | "Pour que tu m'aimes encore"                         | Céline Dion                            | 1995  |
| 30           | "L'Envie d'aimer"                                    | Daniel Lévi                            | 2000  |
| 28           | "Un Monde parfait"                                   | Ilona                                  | 2005  |
| 28           | "Tired of Being Sorry (Laisse le destin l'emporter)" | Enrique Iglesias och Nâdiya            | 2008  |

## Viktiga milstenar och framförande på de digitala singellistorna från 2005 till 2010

### Artister

#### Flest listettor
| Nummer | Artist        | Låtar                                                |
| ------ | ------------- | ---------------------------------------------------- |
| 2      | Bob Sinclar   | "Love Generation", "Rock This Party"                 |
| 2      | Crazy Frog    | "Axel F", "Popcorn"                                  |
| 2      | David Guetta  | "Sexy Bitch", "Love Is Gone"                         |
| 2      | Fatal Bazooka | "Fous Ta Cagoule", "Mauvaise Foi Nocturne"           |
| 2      | Les Enfoirés  | "Le Temps Qui Court", "Ici Les Enfoirés"             |
| 2      | Madonna       | "Hung Up", "4 Minutes"                               |
| 2      | Mika          | "Relax, Take It Easy", "Love Today"                  |
| 2      | Mylène Farmer | "Slipping Away", "Dégénération"                      |
| 2      | Rihanna       | "SOS", "Don't Stop the Music"                        |
| 2      | Shakira       | "Hips Don't Lie", "Waka Waka (This Time for Africa)" |

#### Flest veckor på förstaplatsen
| Antal veckor | Artist        | Detaljer efter låt                                  |
| ------------ | ------------- | --------------------------------------------------- |
| 21           | Madonna       | 16 ("Hung Up") + 5 ("4 Minutes")                    |
| 16           | Shakira       | 8 ("Hips Don't Lie") + 8 ("Waka Waka")              |
| 15           | Mika          | 14 ("Relax, Take It Easy") + 1 ("Love Today")       |
| 14           | Yael Naim     | 14 ("New Soul")                                     |
| 13           | Rihanna       | 12 ("Don't Stop the Music") + 1 ("SOS")             |
| 12           | David Guetta  | 10 ("Sexy Bitch") + 2 ("Love Is Gone")              |
| 11           | Fatal Bazooka | 9 ("Fous Ta Cagoule") + 2 ("Mauvaise Foi Nocturne") |

### Låtar

#### Flest veckor på förstaplatsen
| Veckor | Låt                    | Artist               | Årtal |
| ------ | ---------------------- | -------------------- | ----- |
| 16     | "Hung Up"              | Madonna              | 2005  |
| 14     | "Relax, Take It Easy"  | Mika                 | 2007  |
| 14     | "New Soul"             | Yael Naim            | 2008  |
| 12     | "Don't Stop the Music" | Rihanna              | 2007  |
| 10     | "Crazy"                | Gnarls Barkley       | 2006  |
| 10     | "American Boy"         | Estelle & Kanye West | 2008  |
| 10     | "Ça m'énerve"          | Helmut Fritz         | 2009  |
| 10     | "Sexy Bitch"           | David Guetta         | 2009  |
| 9      | "Fous Ta Cagoule"      | Fatal Bazooka        | 2006  |
| 8      | "You're Beautiful"     | James Blunt          | 2005  |
| 8      | "Hips Don't Lie"       | Shakira              | 2006  |
| 8      | "Double Je"            | Christophe Willem    | 2007  |
| 8      | "Beggin"               | Madcon               | 2008  |
| 8      | "Stereo Love"          | Edward Maya          | 2009  |
| 8      | "Alors on danse"       | Stromae              | 2010  |
| 8      | "Désolé"               | Sexion d'Assaut      | 2010  |
| 8      | "Waka Waka"            | Shakira              | 2010  |
| 6      | "Baila morena"         | Zucchero & Maná      | 2006  |
| 6      | "Toi + Moi"            | Grégoire             | 2008  |
| 6      | "Tik Tok"              | Kesha                | 2010  |

#### Top 10-bästsäljande digitala single inom en vecka
| Position | Artist                      | Titel                | Försäljningar | Datum             |
| -------- | --------------------------- | -------------------- | ------------- | ----------------- |
| 1        | Shakira feat. Freshlyground | Waka Waka            | 19,566        | 18 juli 2010      |
| 2        | Shakira feat. Freshlyground | Waka Waka            | 17,000        | 25 juli 2010      |
| 2        | Shakira feat. Freshlyground | Waka Waka            | 16,000        | 1 augusti 2010    |
| 4        | David Guetta feat. Akon     | Sexy Bitch           | 15,725        | 20 september 2009 |
| 5        | Michael Jackson             | Billie Jean          | 15,478        | 5 juli 2009       |
| 6        | David Guetta feat. Akon     | Sexy Bitch           | 15,475        | 13 september 2009 |
| 7        | Shakira feat. Freshlyground | Waka Waka            | 15,400        | 11 juli 2010      |
| 8        | David Guetta feat. Akon     | Sexy Bitch           | 14,449        | 27 september 2009 |
| 9        | Shakira feat. Freshlyground | Waka Waka            | 14,250        | 8 augusti 2010    |
| 10       | Jena Lee                    | J'aimerais tellement | 13,647        | 15 november 2009  |

## Cerfitikat-utmärkelser

### Cerfitikat-utmärkelser (Tidslinje)
Album
| Certifikat Silverskiva instiftad 1999 | Före 1 maj 2005 | Före 1 juli 2009 | Silverskiva avskaffades i juli 2009 |
| ------------------------------------- | --------------- | ---------------- | ----------------------------------- |
| Silver                                | 50,000          | 35,000           |                                     |

| Certifikat Guldskiva, instiftad 1 januari 1973 | Före 1 maj 2005 | Före 1 juli 2009 | Från 1 juli 2009 |
| ---------------------------------------------- | --------------- | ---------------- | ---------------- |
| Guld                                           | 100,000         | 75,000           | 50,000           |

| Certifikat Dubbel guldskiva, instiftad 1988 | Före 1 maj 2005 | Dubbel guldskiva, avskaffad 1 maj 2005 |
| ------------------------------------------- | --------------- | -------------------------------------- |
| Dubbel guld                                 | 200,000         |                                        |

| Certifikat Platinaskiva, instiftad 1 maj 1980 | Före 1 november 1988 | Före 1 maj 2005 | Före 1 juli 2009 | Från 1 juli 2009 |
| --------------------------------------------- | -------------------- | --------------- | ---------------- | ---------------- |
| Platina                                       | 400,000              | 300,000         | 200,000          | 100,000          |

| Certifikat Dubbel platinaskiva, instiftad 1 november 1988 | Före 1 maj 2005 | Före 1 juli 2009 | Från 1 juli 2009 |
| --------------------------------------------------------- | --------------- | ---------------- | ---------------- |
| Dubbel platina                                            | 600,000         | 400,000          | 200,000          |

| Certifikat Trippel platinaskiva, instiftad 1 november 1988 | Före 1 maj 2005 | Före 1 juli 2009 | Från 1 juli 2009 |
| ---------------------------------------------------------- | --------------- | ---------------- | ---------------- |
| Trippel platina                                            | 900,000         | 600,000          | 300,000          |

| Certifikat Diamantsitva, instiftad 1 november 1988 | Före 1 maj 2005 | Före 1 juli 2009 | Från 1 juli 2009 |
| -------------------------------------------------- | --------------- | ---------------- | ---------------- |
| Diamant                                            | 1,000,000       | 750,000          | 500,000          |

Singlar
| Certifikat Silver-award instituted on July 1st, 1985 | Före 1 november 1988 | Före 1 mars 1991 | Före 1 maj 2005 | Före juli 2009 | Silverskiva avskaffad 1 juli 2009 |
| ---------------------------------------------------- | -------------------- | ---------------- | --------------- | -------------- | --------------------------------- |
| Silver                                               | 250,000              | 200,000          | 125,000         | 100,000        |                                   |

| Certifikat Guldskiva instiftad 1 januari 1973 | Före 1 november 1988 | Före 1 mars 1991 | Före 1 maj 2005 | Före juli 2009 | Efter 1 juli 2009 |
| --------------------------------------------- | -------------------- | ---------------- | --------------- | -------------- | ----------------- |
| Guld                                          | 500,000              | 400,000          | 250,000         | 200,000        | 150,000           |

| Certifikat Platinaskiva instiftad 1 maj 1980 | Före 1 november 1988 | Före 1 mars 1991 | Före 1 maj 2005 | Före juli 2009 | Efter 1 juli 2009 |
| -------------------------------------------- | -------------------- | ---------------- | --------------- | -------------- | ----------------- |
| Platina                                      | 1,000,000            | 800,000          | 500,000         | 300,000        | 250,000           |

| Certifikat Diamantskiva-instiftad 2 januari 1997 | Före 1 maj 2005 | Före juli 2009 | Efter 1 juli 2009 |
| ------------------------------------------------ | --------------- | -------------- | ----------------- |
| Diamant                                          | 750,000         | 500,000        | 400,000           |

Videor
| Certifikat Video-priser instiftad 1989 | Före juli 2009 | Efter 1 juli 2009 |
| -------------------------------------- | -------------- | ----------------- |
| Guld                                   | 10,000         | 7,500             |
| Platina                                | 20,000         | 15,000            |
| Dubbel platina                         | 40,000         | 30,000            |
| Trippel platina                        | 60,000         | 45,000            |
| Diamant                                | 100,000        | 60,000            |

### Fotnoter
1. 1 2 3 4 5 6 7  ”InfoDisc: Les Certifications: Officielles (albums)” (på franska). InfoDisc. Syndicat National de l'Édition Phonographique. Arkiverad från originalet den 23 juni 2010. https://web.archive.org/web/20100623002925/http://www.infodisc.fr/CDCertif_Detail.php. Läst 23 maj 2010.
2. 1 2 3 4 5 6 7 8 9 10 11  ”Disque en France: Les Certifications” (på franska). Disque en France Syndicat National de l'Édition Phonographique. Arkiverad från originalet den 24 december 2010. https://web.archive.org/web/20101224092541/http://www.disqueenfrance.com/fr/page-259165.xml. Läst 23 maj 2010.
3. 1 2 3 4  ”InfoDisc: Les Certifications: Officielles (singles)” (på franska). InfoDisc. Syndicat National de l'Édition Phonographique. Arkiverad från originalet den 23 juni 2010. https://web.archive.org/web/20100623051459/http://www.infodisc.fr/S_Certif_Detail.php. Läst 23 maj 2010.
4. ↑  ”InfoDisc: Les Certifications 2007: Critères d'attribution depuis 1989 (Videos)” (på franska). InfoDisc. Syndicat National de l'Édition Phonographique. Arkiverad från originalet den 15 december 2015. https://web.archive.org/web/20151215222518/http://www.infodisc.fr/DVD_Certif_07.php. Läst 23 maj 2010.